# Disque articulaire
Pour les articles homonymes, voir ménisque.

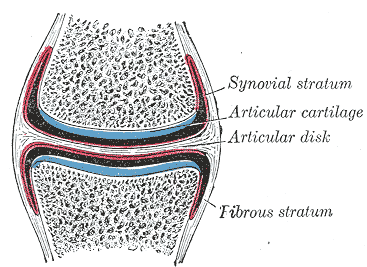
Schéma d'une articulation synoviale montrant la position du disque articulaire (en blanc)

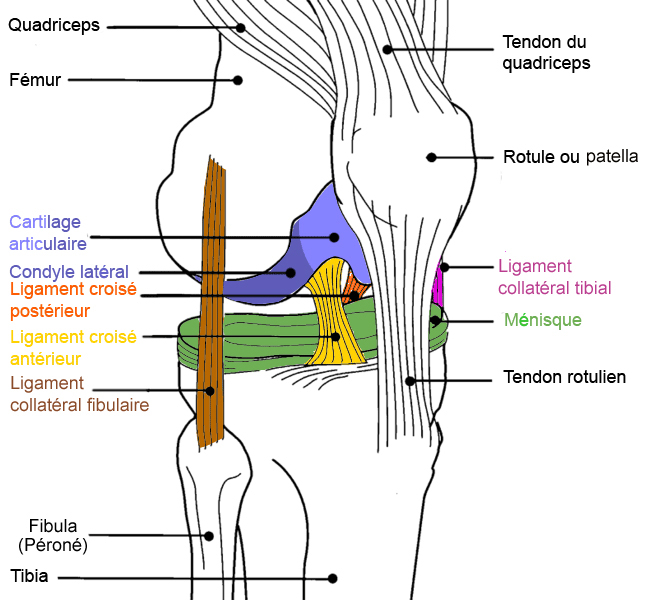
Schéma du genou montrant approximativement la position des ménisques (en vert)

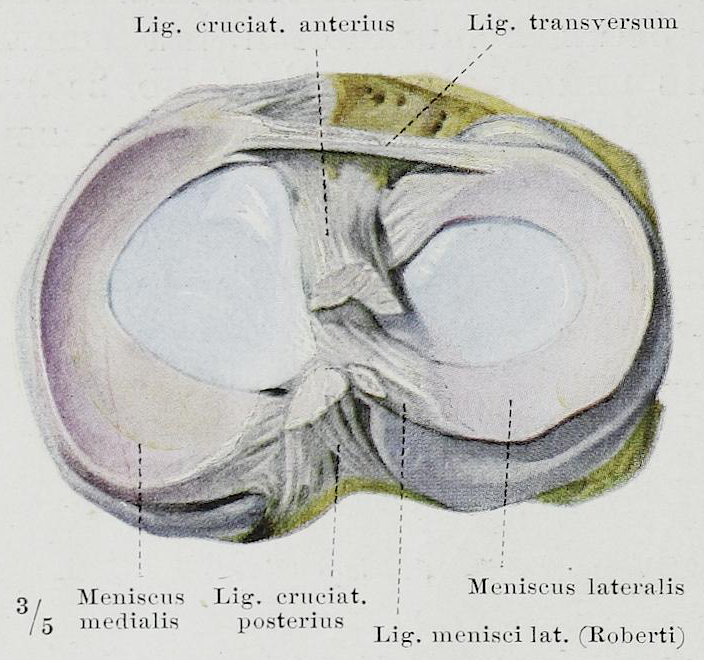
Schéma de la face fémorale du genou montrant les ménisques (en rose)

En anatomie, un disque articulaire est une structure de fibrocartilage présente au sein de certaines articulations synoviales en cas de discordance entre les surfaces articulaires, comme celle de l'articulation temporo-mandibulaire.  Ce sont des coussinets de cartilage non recouverts de membrane synoviale, situés entre les surfaces articulaires des os et fixés à la capsule articulaire. Ces disques complets séparent la cavité articulaire en une partie supérieure et une partie inférieure. Le terme ménisque devrait être réservé aux disques incomplets.

## Localisation
Les disques incomplets sont présents le plus souvent au niveau du genou (où on distingue un ménisque médial et un ménisque latéral) et de l'articulation acromio-claviculaire (épaule). Les disques complets sont retrouvés en principe au niveau des articulations sterno-claviculaire, radio-carpienne (poignet) et temporo-mandibulaire. Un disque complet est aussi parfois présent dans l'articulation radio-humérale[réf. nécessaire].

## Physiologie
Des mouvements séparés peuvent avoir lieu dans chacun des deux espaces créés par la présence d'un disque articulaire. En modifiant la forme des surfaces articulaires des os, les disques articulaires permettent à deux os de forme différente de s'ajuster plus étroitement l'un à l'autre. Ils contribuent aussi à la stabilité de l'articulation et acheminent le liquide synovial vers les régions où la friction est particulièrement forte. 
Le ménisque latéral est plus mobile que le ménisque médial. Ceci est dû au fait que le ligament collatéral tibial contient des fibres profondes qui viennent s'insérer dans le ménisque. De l'autre côté, le ménisque latéral n'est pas limité dans son mouvement par un ligament. Du fait que le ligament médial soit moins mobile, cela lui confère un plus grand risque de déchirement lors des mouvements de rotation du genou.

## Pathologie
Au niveau des genoux, la pathologie méniscale est favorisée par les traumatismes liés le plus souvent à une activité sportive (notamment le football et le ski) ou professionnelle (maladie professionnelle). Les mécanismes en torsion, ou minimes et répétés par relèvement d'une position accroupie prolongée, aboutissent à de véritables lésions. La déchirure d'un ménisque peut provoquer des douleurs articulaires et des épisodes de blocage du genou par déplacement d'une bandelette méniscale, classiquement dénommée « anse de seau ».
Le ménisque discoïde est une malformation du ménisque latéral du genou, retrouvée chez certains sujets. 

## Galerie

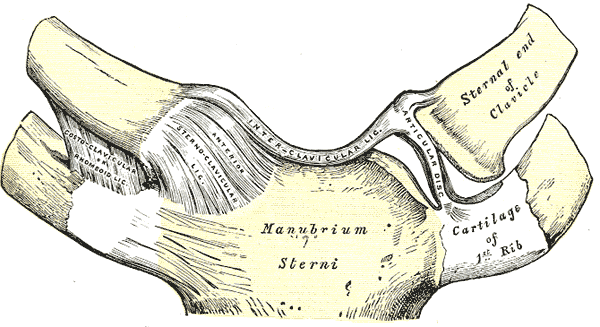
Articulation sterno-claviculaire
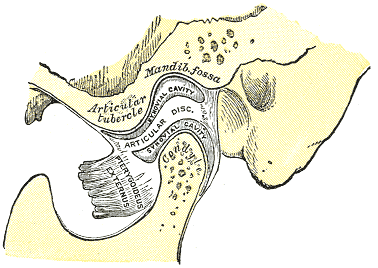
Articulation temporo-mandibulaire
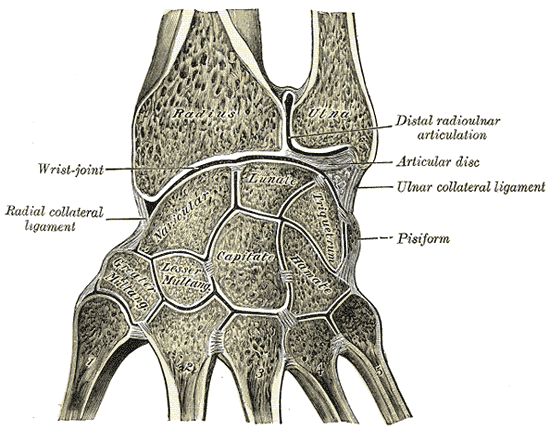
Articulation radio-carpienne